# 巴利希夫 (新澤西州)
巴利希夫（英語：Barley Sheaf）是位於美國新澤西州亨特登縣的非建制地區。

## 歷史
巴利希夫的郵局於1857年設立，其後於1907年停運。

## 地理
巴利希夫所處的海拔為高於海平面55米（即180英呎），而該地所採用的時區為UTC-5，即北美东部时区（EST）。同時該地設有夏令時間，為UTC-5調快一小時，即UTC-4（EDT）。